# Или (Англия)
И́ли (англ. Ely [ˈiːli]) — соборный город в графстве Кембриджшир Англии со статусом сити, административный центр района Ист-Кембриджшир. 

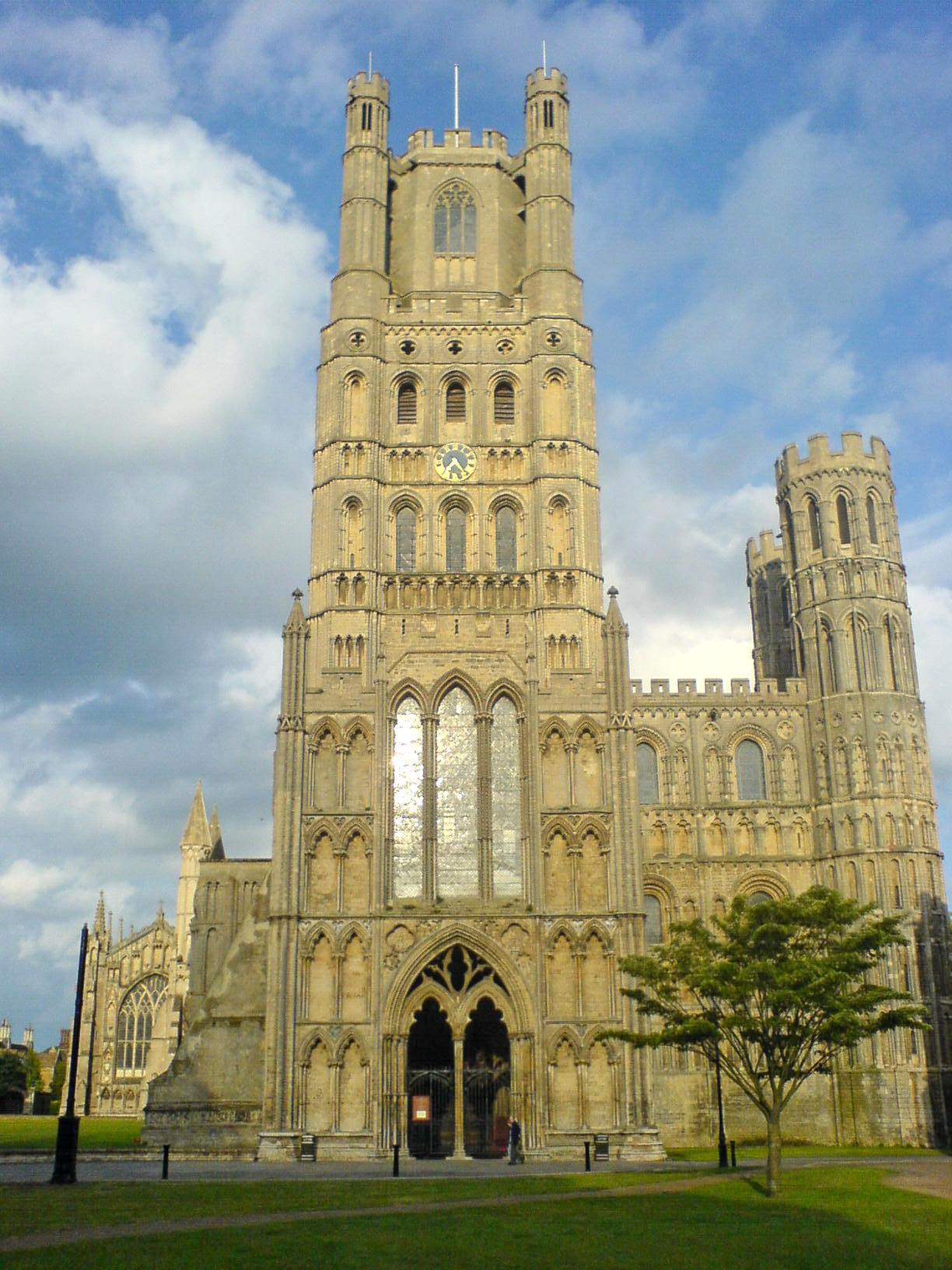
Собор Или (строился с 1083 по 1351 год)

Расположен в 23 км к северо-востоку от Кембриджа.
Или неофициально считается резиденцией епархии, утверждённой Королевской Грамотой в 1974 году. В то время приходский совет графства был сформирован в процессе реорганизации местной администрации.
По населению Или является третьим из самых маленьких городов Англии (после Уэлса, что в графстве Сомерсет, и Лондонского Сити) и шестым во всей Великобритании (меньше его также города Сент-Дейвидс, Бангор (Уэльс) и Арма).

## Достопримечательности
В городе имеется большое количество исторических зданий и извилистых улочек со множеством магазинов. Городской рынок работает каждый четверг и субботу. Или расположен на реке Грейт Уз. До XVIII века здесь находился крупный речной порт, после чего болота осушили, и город перестал иметь «островное» расположение. По сей день река является излюбленным местом отдыха с большой пристанью для любителей лодочных прогулок. Спортивная команда по гребле Кембриджского Университета имеет базу на реке Грейт Уз. Ежегодно здесь проводятся речные «гонки» на лодках — обычно соревнуются команды Кембриджского и Оксфордского Университетов.
Говорят, что название города произошло от английского «eel», то есть угорь. Это может быть действительно так, поскольку город расположен в низине, на болотах, где водилось много угрей. Есть сведения, что в XI веке местные монахи использовали угрей как средство оплаты своих налогов.

## История города
История города уходит корнями в глубокое прошлое. Первое упоминание относится к 673 году, когда было описано аббатство в миле от селения Кратендун (Cratendune) острова Или, которое находилось в подчинении святой Этельдреды, дочери короля Восточной Англии Анны. Аббатство было разрушено в 870 году датскими варварами и более 100 лет не восстанавливалось никем. Селение до последнего сопротивлялось Вильгельму I, стремившемуся завоевать Англию, и пало лишь в 1071 году.